# 泡のような愛だった
『泡のような愛だった』（あわのようなあいだった）は、aikoのメジャー通算11枚目のオリジナル・アルバム。2014年5月28日にポニーキャニオンから発売された。

## 解説
前作『時のシルエット』から約1年11ヶ月ぶりのリリース。初回限定盤のみカラートレイ仕様で、特典CD（aiko's Radio side A）が付属。通常仕様盤にも数量限定で、特典CD（aiko’s Radio side B）が付属。特典付通常仕様盤の店頭販売は発売日翌日の2014年5月29日以降である。

## チャート成績
発売初日に約3.3万枚売上、2014年5月27日付オリコンデイリーアルバムランキングで1位を獲得。発売初週に約8.2万枚売上、2014年6月9日付オリコンウィークリーアルバムランキングで1位を獲得。2014年5月度オリコンマンスリーアルバムランキングでは3位を獲得。

## トラックリスト
| 全作詞・作曲: AIKO、全編曲: 島田昌典。 |                    |       |            |      |
| #                                      | タイトル           | 作詞  | 作曲・編曲 | 時間 |
| 1.                                     | 「明日の歌」       | AIKO  | AIKO       | 5:17 |
| 2.                                     | 「染まる夢」       | AIKO  | AIKO       | 3:59 |
| 3.                                     | 「Loveletter」     | AIKO  | AIKO       | 4:46 |
| 4.                                     | 「あなたを連れて」 | AIKO  | AIKO       | 4:21 |
| 5.                                     | 「距離」           | AIKO  | AIKO       | 5:12 |
| 6.                                     | 「サイダー」       | AIKO  | AIKO       | 4:30 |
| 7.                                     | 「4月の雨」        | AIKO  | AIKO       | 5:39 |
| 8.                                     | 「遊園地」         | AIKO  | AIKO       | 4:41 |
| 9.                                     | 「透明ドロップ」   | AIKO  | AIKO       | 5:10 |
| 10.                                    | 「君の隣」         | AIKO  | AIKO       | 4:49 |
| 11.                                    | 「大切な人」       | AIKO  | AIKO       | 6:00 |
| 12.                                    | 「キスの息」       | AIKO  | AIKO       | 4:16 |
| 13.                                    | 「卒業式」         | AIKO  | AIKO       | 5:08 |
| 合計時間:                              | 合計時間:          | 63:48 |            |      |

## 曲解説
1. 明日の歌 [5:17][1]
ミュージック・ビデオが制作され、本作PRとしてテレビ番組・CMでよく用いられた。
本来は別の楽曲が1曲目に収録される予定であったが、本曲が完成した瞬間に「これは1曲目」と決定した[8]。
言葉数が多く、ところどころで早口で歌唱しているのが特徴的である[9]。
2. 染まる夢 [3:59][1]
3. Loveletter [4:46][1]
30thシングル表題曲。
4. あなたを連れて [4:21][1]
5. 距離 [5:12][1]
2014年の年明け直後に1度のみオンエアされた「NEW YEAR CM」で流された[9]。
6. サイダー [4:30][1]
7. 4月の雨 [5:39][1]
30thシングル表題曲。
8. 遊園地 [4:41][1]
9. 透明ドロップ [5:10][1]
本作の歌詞ブックレットや、歌詞検索サービス（一部例外あり[10]）では、本曲の最後のサビ部分の歌詞が掲載されていない。
10. 君の隣 [4:49][1]
31stシングル表題曲。
11. 大切な人 [6:00][1]
12. キスの息 [4:16][1]
13. 卒業式 [5:08][1]
デビュー以来初めて卒業式をテーマに制作したバラードである[11]。

## 演奏
- aiko：Vocals&All Background Vocals
- 島田昌典
  - Piano (#1-10.12.13)
  - Hammond (#1.3.5-10.12.13)
  - Programming (#1.6.11)
  - Percussives (#1.7.13)
  - Vox Jaguar,Organ (#2)
  - Tambourine (#2.5)
  - Mellotron (#4.11)
  - Fender Rhodes (#7)
  - Moog (#11)
- 佐野康夫：Drums (#1-12)
- 須長和広：Bass (#1.8)
- 弥吉淳二
  - Electric Guitar (#1.2.11)
  - Guitars (#3.5.6.7.8.10)
  - Acoustic Guitar (#4)
- 室屋光一郎ストリングス：Strings (#1.3.7.10.13)
- 美久月千晴：Bass (#2.3.4.10.12.13)
- 浜口高知：Electric Guitar (#2.9.12.13)
- スティング宮本：Bass (#5)
- 佐々木史郎：Trumpet (#5.8)
- 田中一徳：Trumpet (#5)
- 河合わかば：Trombone (#5)
- 吉田治：Tenor Sax (#5)
- 沖山優司：Bass (#6.7.11)
- 川原雅仁：Trombone (#8)
- 勝田一樹：Tenor Sax (#8)
- 鈴木圭：Baritone Sax (#8)
- 須藤優：Bass (#9)
- 狩野良昭
  - Electric Guitar (#9)
  - Acoustic Guitar (#13)
- 古川望：Acoustic Guitar (#11)
- 玉田豊夢：Drums (#13)